# Agafamosquits de Yucatán
L'agafamosquits de Yucatán (Polioptila albiventris) és un ocell de la família dels polioptílids (Polioptilidae).

## Hàbitat i distribució
Habita el bosc decidu i zones amb matolls de les terres baixes del nord de Yucatán.

## Taxonomia
Considerada una subespècie de Polioptila albiloris va ser separada en una espècie de ple dret arran els treballs de Smith et al. 2018